# Azuleen
Azuleen is een polycyclisch aromatisch koolwaterstof met als brutoformule C10H8. De stof komt voor als een donkerblauwe kristallijne vaste stof. De naam is afgeleid van het Spaanse woord azul (blauw). Azuleen is niet oplosbaar in water, maar wel in organische oplosmiddelen. Daarin vormt het een donkerblauwe oplossing. Structureel gezien bestaat azuleen uit een cycloheptatrieenring en een cyclopentadieenring die met elkaar gefuseerd zijn. Azulenen is tevens de verzamelnaam voor verbindingen met dit type bicyclische ringsystemen. Azuleen is een structuurisomeer van naftaleen en kan onder invloed van warmte in naftaleen omgezet worden.

## Synthese

### Winning uit natuurlijke bronnen
Azuleen kan gewonnen worden uit natuurlijke bronnen, maar ook synthetisch bereid op verschillende manieren. De etherische olie afkomstig van de bloemen van de echte kamille (Matricaria recutita) bevat azuleen. Ze blijkt een ontstekingsremmende werking te hebben; dit is reeds sedert de 15e eeuw bekend, hoewel de structuur van azuleen pas in de 20e eeuw werd opgehelderd. Ook etherische olie van duizendblad (Achillea millefolium) bevat azuleen. Deze oliën kan men door stoomdestillatie uit de bloemen verkrijgen. Azuleen van natuurlijke oorsprong wordt aan vele huidverzorgingsproducten en natuurgeneeskundige specialiteiten toegevoegd.

### Organische synthese
Azuleen kan ook in het laboratorium gesynthetiseerd worden. Daarbij wordt vertrokken van cycloheptatrieen, dat eerst een [2+2]-cycloadditie ondergaat met dichloorketeen. Vervolgens wordt de vierring geëxpandeerd door insertie van een methyleengroep met diazomethaan. De derde stap betreft een dehydrohalogenering met dimethylformamide. De carbonylgroep in de vijfring wordt hierna via een Luche-reductie met natriumboorhydride gereduceerd. Het ontstane alcoholen wordt geëlimineerd met behulp van het Burgess-reagens en aansluitend wordt de zevenring geoxideerd met chloranil. Uiteindelijk leidt dehalogenering met polymethylhydrosiloxaan, palladium(II)acetaat en kaliumfosfaat (in aanwezigheid van BINAP) tot azuleen.

## Toepassingen
Een aantal azuleenderivaten wordt gebruikt als ontstekingsremmend geneesmiddel en andere als kleurstoffen. Metaalcomplexen van azulenen bleken geschikt voor antiklopmiddelen in benzinemotoren of als additief voor smeeroliën.